# Centistes kurilensis
Centistes kurilensis är en stekelart som beskrevs av Sergey A. Belokobylskij 2000. Centistes kurilensis ingår i släktet Centistes och familjen bracksteklar. Inga underarter finns listade.